# Porzellan Manufaktur Allach

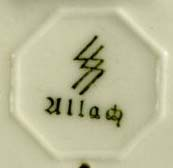
La marque du fabricant Allach incorporait des runes SS stylisées.

Porzellan Manufaktur Allach (en français : manufacture de porcelaine Allach) est une entreprise de céramique allemande active entre 1935 et 1945.  
Dès sa première année d’exploitation, l’entreprise était gérée par les SS et le travail forcé fourni par le camp de concentration de Dachau. L'accent était mis sur les céramiques décoratives — objets d'art à la gloire du régime nazi. Le logo de la société comprenait des runes SS stylisées. Parfois, à la place du nom de la société, les marques de poterie mentionnent le terme : « DES  - WIRTSCHAFTS - VERWALTUNGSHAUPTAMTES ». 